# Stadio municipale de A Malata
Lo stadio municipale de A Malata (in spagnolo Estadio Municipal de A Malata) è uno stadio di calcio situato a Ferrol, in Spagna. È stato inaugurato il 29 agosto 1993. Esso ha una capacità di circa tredicimila spettatori.